# Moreira de Geraz do Lima
Moreira de Geraz do Lima é uma localidade portuguesa do Município de Viana do Castelo que foi sede da extinta Freguesia de Moreira de Geraz do Lima, freguesia que tinha 4,03 km² de área e 597 habitantes (2011), e, por isso, uma densidade populacional de 148 hab/km².
A Freguesia de Moreira de Geraz do Lima foi extinta (agregada) pela reorganização administrativa de 2012/2013, tendo o seu território sido integrado na então criada União de Freguesias de Geraz do Lima (Santa Maria, Santa Leocádia e Moreira) e Deão.
A Freguesia de Moreira de Geraz do Lima era a única das Terras de Geraz do Lima que tinha limite com o rio Lima. A paróquia de Santa Marinha foi a última a ser criada, sendo a mais pequena das Terras de Geraz do Lima. A primeira igreja paroquial fica na atual capela da Quinta de Louredo.
Moreira de Geraz do Lima foi sede um concelho extinto designado por Geraz do Lima.

## População
| População da freguesia de Moreira de Geraz do Lima | População da freguesia de Moreira de Geraz do Lima | População da freguesia de Moreira de Geraz do Lima | População da freguesia de Moreira de Geraz do Lima | População da freguesia de Moreira de Geraz do Lima | População da freguesia de Moreira de Geraz do Lima | População da freguesia de Moreira de Geraz do Lima | População da freguesia de Moreira de Geraz do Lima | População da freguesia de Moreira de Geraz do Lima | População da freguesia de Moreira de Geraz do Lima | População da freguesia de Moreira de Geraz do Lima | População da freguesia de Moreira de Geraz do Lima | População da freguesia de Moreira de Geraz do Lima | População da freguesia de Moreira de Geraz do Lima | População da freguesia de Moreira de Geraz do Lima |
| -------------------------------------------------- | -------------------------------------------------- | -------------------------------------------------- | -------------------------------------------------- | -------------------------------------------------- | -------------------------------------------------- | -------------------------------------------------- | -------------------------------------------------- | -------------------------------------------------- | -------------------------------------------------- | -------------------------------------------------- | -------------------------------------------------- | -------------------------------------------------- | -------------------------------------------------- | -------------------------------------------------- |
| 1864                                               | 1878                                               | 1890                                               | 1900                                               | 1911                                               | 1920                                               | 1930                                               | 1940                                               | 1950                                               | 1960                                               | 1970                                               | 1981                                               | 1991                                               | 2001                                               | 2011                                               |
| 325                                                | 348                                                | 332                                                | 330                                                | 329                                                | 323                                                | 340                                                | 448                                                | 480                                                | 470                                                | 511                                                | 543                                                | 563                                                | 628                                                | 597                                                |

| Distribuição da População por Grupos Etários | Distribuição da População por Grupos Etários | Distribuição da População por Grupos Etários | Distribuição da População por Grupos Etários | Distribuição da População por Grupos Etários | Distribuição da População por Grupos Etários | Distribuição da População por Grupos Etários | Distribuição da População por Grupos Etários | Distribuição da População por Grupos Etários | Distribuição da População por Grupos Etários |
| -------------------------------------------- | -------------------------------------------- | -------------------------------------------- | -------------------------------------------- | -------------------------------------------- | -------------------------------------------- | -------------------------------------------- | -------------------------------------------- | -------------------------------------------- | -------------------------------------------- |
| Ano                                          | 0-14 Anos                                    | 15-24 Anos                                   | 25-64 Anos                                   | > 65 Anos                                    |                                              | 0-14 Anos                                    | 15-24 Anos                                   | 25-64 Anos                                   | > 65 Anos                                    |
| 2001                                         | 116                                          | 100                                          | 319                                          | 93                                           |                                              | 18,5%                                        | 15,9%                                        | 50,8%                                        | 14,8%                                        |
| 2011                                         | 105                                          | 60                                           | 312                                          | 120                                          |                                              | 17,6%                                        | 10,1%                                        | 52,3%                                        | 20,1%                                        |

## Património
- Igreja Paroquial de Moreira de Geraz do Lima.